# Tavistock Cup
De Tavistock Cup is een golftoernooi dat in Florida gespeeld wordt tussen teams van verschillende clubs die behoren tot de Tavistock Group, die eigenaar is van de golfclubs. Het winnende team wordt World Golf & Country Club Champion. De spelers zijn internationale professionals. Het toernooi is door de PGA goedgekeurd maar het geld wordt niet meegeteld voor de PGA Ranking.
De eerste editie was in 2004 op de Lake Nona Golf & Country Club en werd tot 2010 gespeeld tussen een team van Lake Nona en van Isleworth, beide uit Orlando. De teams bestonden uit zes spelers en het toernooi duurde twee dagen. Voor de eerste dag (maandag) stonden 4-ball better-balls op het programma. Op de tweede dag (dinsdag), werden alleen singles gespeeld. Isleworth won en was daarna tweemaal gastheer.
In 2005 eindigde het in een play-off. Na drie extra holes werd besloten er een tie van te maken want het was te donker om verder te spelen. Het prijzengeld werd tussen de spelers verdeeld, ieder kreeg US$ 87.500. Omdat er geen winnaar was werd er besloten in 2006 ook op Isleworth te spelen.
In 2007 won Lake Nona, geholpen door een ronde van 64 door Tiger Woods. Retief Goosen won een Cadillac Escalade voor de neary op hol 17. Tiger Woods was er, hoewel zijn vader erg ziek was.
In 2009 werd de Stewart Payne Valver ingesteld, een trofee voor de speler die op dinsdag de laagste score maakte.
In 2011 deden ook Albany uit de Bahama's en Queenwood uit Engeland mee, het eerste team dat niet tot de Tavistock Group behoorde. Omdat er meer dan twee teams waren, moest de formule aangepast worden. Dinsdag worden de singles gespeeld, waarbij iedere speler tegelijk tegen twee andere spelers speelt. Hij kan dan winnen van de ene speler en verliezen van de andere speler. Voor het winnen krijgt hij een punt, voor gelijkspel een halve punt. 

De spelers van het Albany-team uit 2011 hadden dit toernooi eerder voor Isleworth of Lake Nona gespeeld.
In 2013 werd door acht spelers alleen op dinsdag gespeeld, want tijdens het voorgaande weekend was het weer zo slecht geweest dat de Arnold Palmer Invitational pas op maandag eindigde, waardoor zij niet op tijd in Florida konden zijn. De andere zestien spelers volgden het normale programma, maar de scoren van maandag telden niet mee voor het uiteindelijke resultaat.
Er deden zes teams mee, elk van vier spelers. Albany en Lake Nona eindigden in een tie, Albany won de play-off op de eerste hole.
Toeschouwers
Alleen de clubleden, sponsors en gasten hadden toegang tot het toernooi en dragen kleding in de kleur van hun team: Albany (rose), Isleworth (rood), Lake Nona (blauw), Oak Tree (oranje), Primland (goud) of Queenwood (groen). De enige toeschouwer die zich daar niet aan houdt, is Joe Lewis, de oprichter van de Travistock Group en van dit toernooi, hij wil duidelijk maken dat hij onpartijdig is.
Prijzengeld
Van het totale prijzengeld wordt US$ 1.000.000 aan goede doelen gegeven, ter keuze van het winnende team. Ieder teamlid mag zijn aandeel daarin een eigen bestemming geven.
Het winnende team krijgt US$ 600.000, team nummer 2 krijgt US$ 400.000 en team nummer 3 krijgt US$ 300,000.

De spelers spelen dinsdag individueel. De winnaar krijgt US$ 100.000 en de Payne Stewart Salver. Nummer 2 krijgt US$ 75.000 en nummer 3 US$ 50.000.
Verder zijn er hole-in-one-prijzen op elke par 3 en een prijs voor de longest drive (verste afslag). Het team van de spelers die maandag de longest drive op hole 7 slaat, krijgt US$ 40.000.
| Jaar | Baan      | Score       | Winnaar                               | Winnaar Payne Stewart Salver                                              | Longest drive                | Prijzengeld | Info |
| ---- | --------- | ----------- | ------------------------------------- | ------------------------------------------------------------------------- | ---------------------------- | ----------- | ---- |
| 2004 | Lake Nona | 14½ - 9½    | Team Isleworth                        | Stuart Appleby                                                            | n.v.t.                       | $ 1.500.000 |      |
| 2005 | Isleworth | 8½ - 8½     | Team Isleworth & Team Lake Nona (tie) | Tiger Woods                                                               | Ernie Els                    |             |      |
| 2006 | Isleworth | 17½ - 12½   | Team Isleworth                        | Tiger Woods                                                               | Tiger Woods                  |             |      |
| 2007 | Lake Nona | 22 - 8      | Team Lake Nona                        | Tiger Woods (64)                                                          | Ernie Els (271 yards)        | $ 3.500.000 |      |
| 2008 | Isleworth | 19½ - 11½   | Team Isleworth                        | J.B. Holmes (68)                                                          | J.B. Holmes                  |             |      |
| 2009 | Lake Nona | 17 - 13     | Team Lake Nona                        | Graeme McDowell (66)                                                      | Retief Goosen en Tiger Woods | $ 3.500.000 |      |
| 2010 | Isleworth | 17 - 13     | Team Lake Nona                        | Nick O'Hern                                                               | Retief Goosen                |             |      |
| 2011 | Isleworth | -43         | Team Lake Nona                        | Oliver Wilson (65)                                                        | Adam Scott                   |             |      |
| 2012 | Lake Nona | -41         | Team Lake Nona                        | Robert Allenby, Thomas Bjørn, Ernie Els Ross Fisher, Retief Goosen (tied) | Gary Woodland                |             |      |
| 2013 | Isleworth | +7          | Albany                                | Webb Simpson (70)                                                         | ?                            |             |      |
| 2014 | Lake Nona | 10-11 maart |                                       |                                                                           |                              |             |      |

## Spelers
In het verleden hebben de volgende spelers meegedaan:
| Isleworth (sinds 2004) - Robert Allenby ( (2007-2009, 2011, 2012) - Stuart Appleby (2004-2011) - Arjun Atwal - Darren Clarke (2009) - Daniel Chopra (2008-2009) - John Cook (2007-2009) - Paula Creamer (2008) - Robert Damron - Brian Davis (2011, 2013) - Scott Hoch (2007) - J.B. Holmes (2008-2009, 2011) - Charles Howell III (2007-2009) - Lee Janzen (2007, 2011) - Sean O'Hair (2011-2012) - Nick O'Hern ( (2007-2010) - Mark O'Meara (2007-2009) - Craig Parry (2007-2008) - Bo Van Pelt (2013) - D.A. Points (2013) - Bubba Watson (2013) - Tiger Woods (2005-2009) | Lake Nona (sinds 2004) - Ben Curtis (2007, 2009) - Chris DiMarco (2007, 2009) - Ernie Els (2005, 2007-2009) - Nick Faldo - Ross Fisher (2011-2013) - Sergio García (2006) - Retief Goosen (2006-2007, 2009-2011) - Trevor Immelman (2007, 2009) - Peter Hanson (2011, 2013) - Maarten Lafeber - Graeme McDowell (2007, 2009, 2011, 2013) - Mark McNulty (2007, 2009) - Ian Poulter (2007, 2009) - Justin Rose (2007, 2009) - Annika Sörenstam - Henrik Stenson ( (2007, 2009, 2011, 2013) - Sven Strüver - Oliver Wilson (2011) - Gary Woodland | Albany (sinds 2011) - Arjun Atwal (2011) - Tim Clark (2013) - Ernie Els (2012) - Trevor Immelman - Ian Poulter (2013) - Justin Rose (2013) - Tiger Woods (2013) Queenwood (sinds 2011) - Thomas Bjørn (2011-2012) - Darren Clarke (2011) - David Howell (2011 - 2012) - Søren Kjeldsen (2011-2012) - Martin Laird (2013) - Tom Lewis (2012-2013) - Paul McGinley (2011-2013) - Adam Scott (2011-2013) Primland (sinds 2013) - Fred Couples (2013) - Bill Haas (2013) - Jay Haas (2013) - Webb Simpson (2013) Oak Tree National (sinds 2013) - Rickie Fowler (2013) - Charles Howell III (2013) - Bob Tway (2013) - Scott Verplank (2013) |

Jaartallen zijn niet volledig ingevuld.